# Roy Gater
Roy Gater (* 22. Juni 1940 in Chesterton, Staffordshire; † 1. Mai 2017 in Bournemouth, South West England) war ein englischer Fußballspieler und -trainer.

## Sportlicher Werdegang
Gater entstammte der Jugend von Port Vale. Trainer Norman Low zog ihn 1960 in die in der drittklassigen Third Division antretende Wettkampfmannschaft hoch, dort kam der Half jedoch bis zum Sommer 1962 nur unregelmäßig zum Einsatz. Daher wechselte er innerhalb der Liga zu Bournemouth & Boscombe Athletic. Hier war er zunächst unumstrittener Stammspieler und bestritt zweimal komplett alle 46 Saisonspiele, zudem führte er zeitweise die Mannschaft als Kapitän aufs Spielfeld. Nach sechs Jahren war er jedoch zunehmend ins zweite Glied gerückt und schloss sich im Januar 1969 dem Ligakonkurrenten Crewe Alexandra an. Mit diesem stieg er jedoch im Sommer in die Fourth Division ab, wo er noch bis 1972 spielte. Beim FC Weymouth und Dorchester Town ließ er nach über 350 Profispielen anschließend im Non-League Football seine aktive Laufbahn ausklingen.
Später war Gater als Trainer beim FC Christchurch und bei Poole Town im Amateurbereich tätig.